# Transformujący czynnik wzrostu beta 1

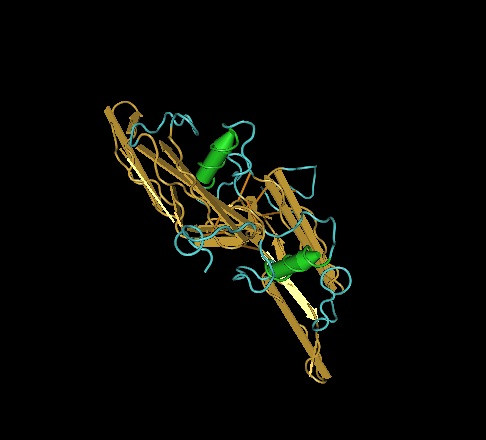
Transformujący czynnik wzrostu beta 1

Transformujący czynnik wzrostu beta 1, TGF-β1 (od ang. transforming growth factor β1) – polipeptyd będący cytokiną należącą do nadrodziny transformujących czynników wzrostu beta. Pełni wiele różnych funkcji, kontrolując wzrost komórek, ich proliferację, różnicowanie i apoptozę.
TGF-β1 został po raz pierwszy zidentyfikowany na ludzkich trombocytach jako białko, o masie molekularnej 25 kDa, z potencjalną rolą w procesie krzepnięcia. Później udowodniono, że powstaje z dużego białka prekursorowego, zawierającego 390 aminokwasów. W procesie proteolizy powstaje z niego mniejsze, dojrzałe białko zawierające 112 aminokwasów.
TGF-β1 pełni ważną rolę w kontroli układu immunologicznego. Rodzaj jego aktywności zależy od typu komórek, na które działa, albo od ich różnego stopnia rozwoju. Większość komórek odpornościowych wydziela TGF-β1.